# Retronym
En retronym(av latin: retro- + grekiska: onoma, 'namn') är ett ord eller en fras som har skapats för en redan namngiven företeelse, till följd av att det ursprungliga ordets betydelse har vidgats. 
Ett exempel är "akustisk gitarr", för att skilja det som förr endast kallades gitarr från de nyare elgitarrerna. Ett annat exempel är "fast telefon", ett begrepp som uppstått först när mobil telefoni blev vanlig. Tidigare fanns i princip ingenting annat än fast telefoni och inget begrepp behövdes utöver "telefoni". Ingen kinesisk dynasti vars namn börjar med "Förra", "Senare", "Östra", "Västra", "Södra" eller "Norra" kallade heller sig själv så; senare historiker lade till bestämningarna för att skilja dem från andra med samma namn. 
Andra exempel på retronymer är gammalstavning, hästdroska, kranvatten, ljusmikroskop, naturgräs, papperstidning, snigelpost, stumfilm, tjock-TV, vinylskiva och ångradio.